# Zadock Pratt

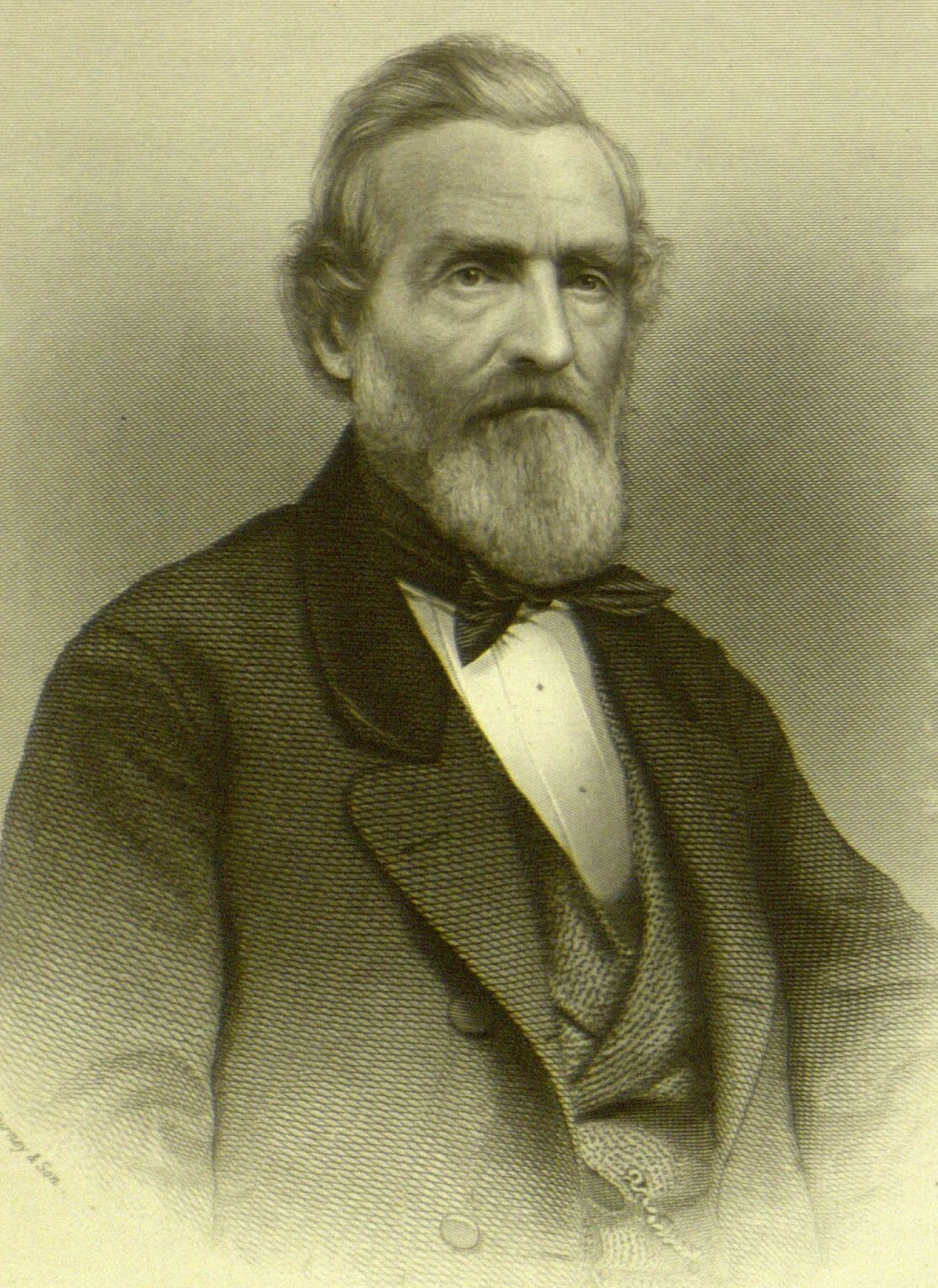
Zadock Pratt (1850)

Zadock Pratt Jr. (* 30. Oktober 1790 in Stephentown, Rensselaer County, New York; † 6. April 1871 in Bergen, New Jersey) war ein US-amerikanischer Politiker. Zwischen 1837 und 1845 vertrat er zwei Mal den Bundesstaat New York im US-Repräsentantenhaus.

## Werdegang
Zadock Pratt erhielt nur eine eingeschränkte Schulausbildung. Später stieg er in das Gerbergewerbe ein. Im Greene County betrieb er eine der größten Gerbereien weltweit. Dort gründete er auch die Stadt Prattsville. Zwischen 1819 und 1823 gehörte er der Miliz des Staates New York an. Im Jahr 1824 war er in seiner Heimat auch als Friedensrichter tätig. 1827 wurde er Ortsvorsteher (Town Supervisor) in Windham. Politisch schloss er sich der Demokratischen Partei an. Im Jahr 1830 gehörte er dem Senat von New York an.
Bei den Kongresswahlen des Jahres 1836 wurde Pratt für den ersten Sitz im achten Wahlbezirk von New York in das US-Repräsentantenhaus in Washington, D.C. gewählt, wo er am 4. März 1837 sein neues Mandat antrat. Bis zum 3. März 1839 konnte er eine Legislaturperiode im Kongress absolvieren. Bei den Wahlen des Jahres 1842 wurde er im elften Distrikt seines Staates erneut in das US-Repräsentantenhaus gewählt, wo er zwischen dem 4. März 1843 und dem 3. März 1845 eine weitere Legislaturperiode verbringen konnte. Während dieser Zeit war er Vorsitzender des Ausschusses für öffentliche Liegenschaften. Diese Zeit war von den Spannungen zwischen Präsident John Tyler und den Whigs geprägt. Außerdem wurde damals bereits über eine mögliche Annexion der seit 1836 von Mexiko unabhängigen Republik Texas diskutiert. Diese Debatten führten unmittelbar nach Pratts Ausscheiden aus dem Kongress zum Mexikanisch-Amerikanischen Krieg.
Nach dem Ende seiner Zeit im US-Repräsentantenhaus arbeitete Zadock Pratt wieder im Gerberhandwerk. Außerdem stieg er in das Bankgewerbe ein. Daneben engagierte er sich auch in der Landwirtschaft. Im Juni 1852 nahm er als Delegierter an der Democratic National Convention in Baltimore teil, auf der Franklin Pierce als Präsidentschaftskandidat nominiert wurde. Im Jahr begann der spätere Großunternehmer Jay Gould für ihn in einer seiner Gerbereien zu arbeiten. Für einige Zeit waren die beiden Geschäftspartner. Im Jahr 1860 zog sich Pratt aus dem Geschäftsleben zurück. Er starb am 6. April 1871 in Bergen. Insgesamt war er fünf Mal verheiratet, hatte aber nur aus einer Ehe zwei Kinder.